# Zr. Ms. Van Speijk (1882)

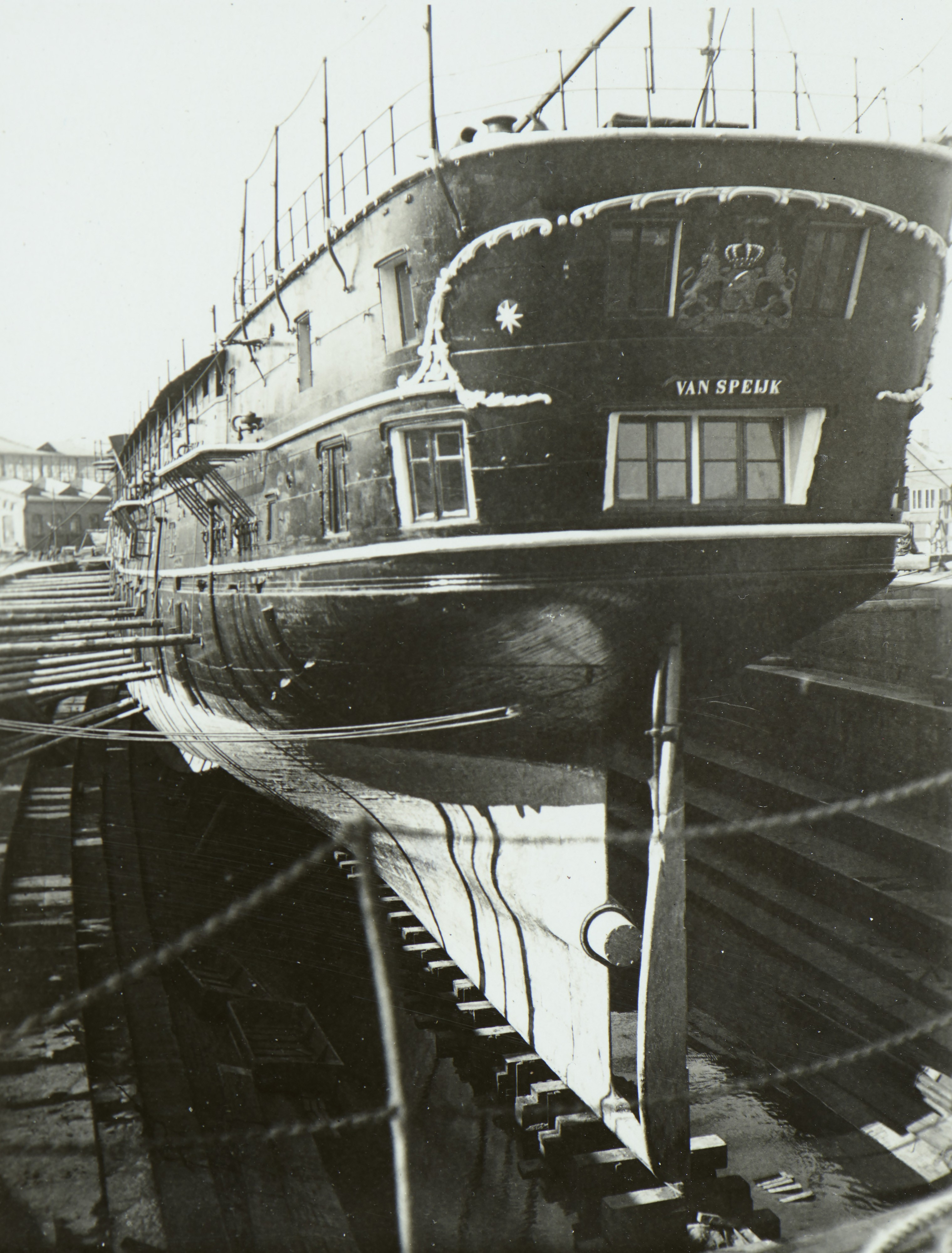
Logementschip Van Speijk in het dok in Den Helder (ca. 1937)

De Zr.Ms. Van Speijk was een schroefstoomschip der eerste klasse van de Nederlandse Koninklijke Marine. 
De kiel werd gelegd in februari 1880 op de Rijkswerf in Amsterdam. In 1883 was het getest en gereed en kwam medio het jaar in dienst. Het was een schip van de Atjehklasse, een kruiser zonder pantser.
Het was uitgerust met zeilen en een stoommachine van het type triple compound en was gemaakt de door Amsterdamse fabriek van Paul van Vlissingen. Het schip had 2.381.488 gulden gekost.
In 1887 ging het naar Nederlands Oost-Indië. Het was actief bij de expeditie tegen Lombok en oorlog in Atjeh. Op 22 februari 1892 vertrok het schip uit Batavia terug naar Nederland, waar het op 29 mei aankwam.
Na terugkeer in Nederland werd het schip in 1903 verbouwd tot logementschip in Willemsoord. Vanaf 1905 tot 1940 was het een instructieschip voor stokers. Het is in maart 1946 verkocht aan een sloper in Hendrik-Ido-Ambacht.